# Portishead
Portishead je trip hopová skupina z Bristolu ve Spojeném království, pojmenovaná po malém městě Portishead vzdáleném asi 13 km západně od Bristolu.

## Historie
Skupinu založili roku 1991 multiinstrumentalista Geoff Barrow a zpěvačka Beth Gibbons. Barrow už předtím spolupracoval s dalšími trip hopovými hudebníky, skupinou Massive Attack a Trickym, a rozhodl se svůj projekt pojmenovat po svém rodišti. Skupina v roce 1994 vydává pozitivně přijímané debutové album Dummy, které obsahuje vydané singly Glory Box a Sour Times. V letech 1999–2005 členové kapely pracovali na sólových projektech (Drokk, Quakers nebo Beak>) a nevystupovali jako Portishead. V roce 1994 natočili členové skupiny krátký film To Kill a Dead Man. Poslední vydanou deskou je album Third. 

## Zajímavosti
- První nahrávky vznikly na počátku 90. let v kuchyni zpěvačky Neneh Cherry, jejíž manažer si Barrowa najal na 2. desku Cherry.[2]
- Mezi své inspirační zdroje řadí mimo jiné skupiny The Plastic People of the Universe nebo Pussy Riot.[1]
- V Čechách poprvé a naposledy koncertovali v roce 2013.[3]

## Diskografie
- Alba:
  - 1994 Dummy
  - 1997 Portishead
  - 1998 PNYC (live)
  - 2008 Third

- Singly:
  - 1995 Glory Box
  - 1995 Sour Times
  - 1997 All Mine
  - 1997 Over
  - 1998 Only You
  - 2008 Machine Gun